# أبراهام كابريرا
أبراهام كابريرا (بالإسبانية: Abraham Cabrera) (20 فبراير 1991 بسانتا كروز دي لا سييرا في بوليفيا - ) هو لاعب كرة قدم بوليفي في مركز الدفاع. شارك مع منتخب بوليفيا لكرة القدم. أما مع النوادي، فقد لعب مع ذي سترونغيست ونادي بوليفار وLa Paz F.C. ‏.

## وصلات خارجية
- أبراهام كابريرا على موقع قاعدة بيانات كرة القدم.إي يو (الإنجليزية)
- أبراهام كابريرا على موقع ناشيونال فوتبول تيمز (الإنجليزية)
- أبراهام كابريرا على موقع Soccerway.com (الإنجليزية)
- أبراهام كابريرا على موقع AS.com (الإسبانية)